# Giudizio particolare

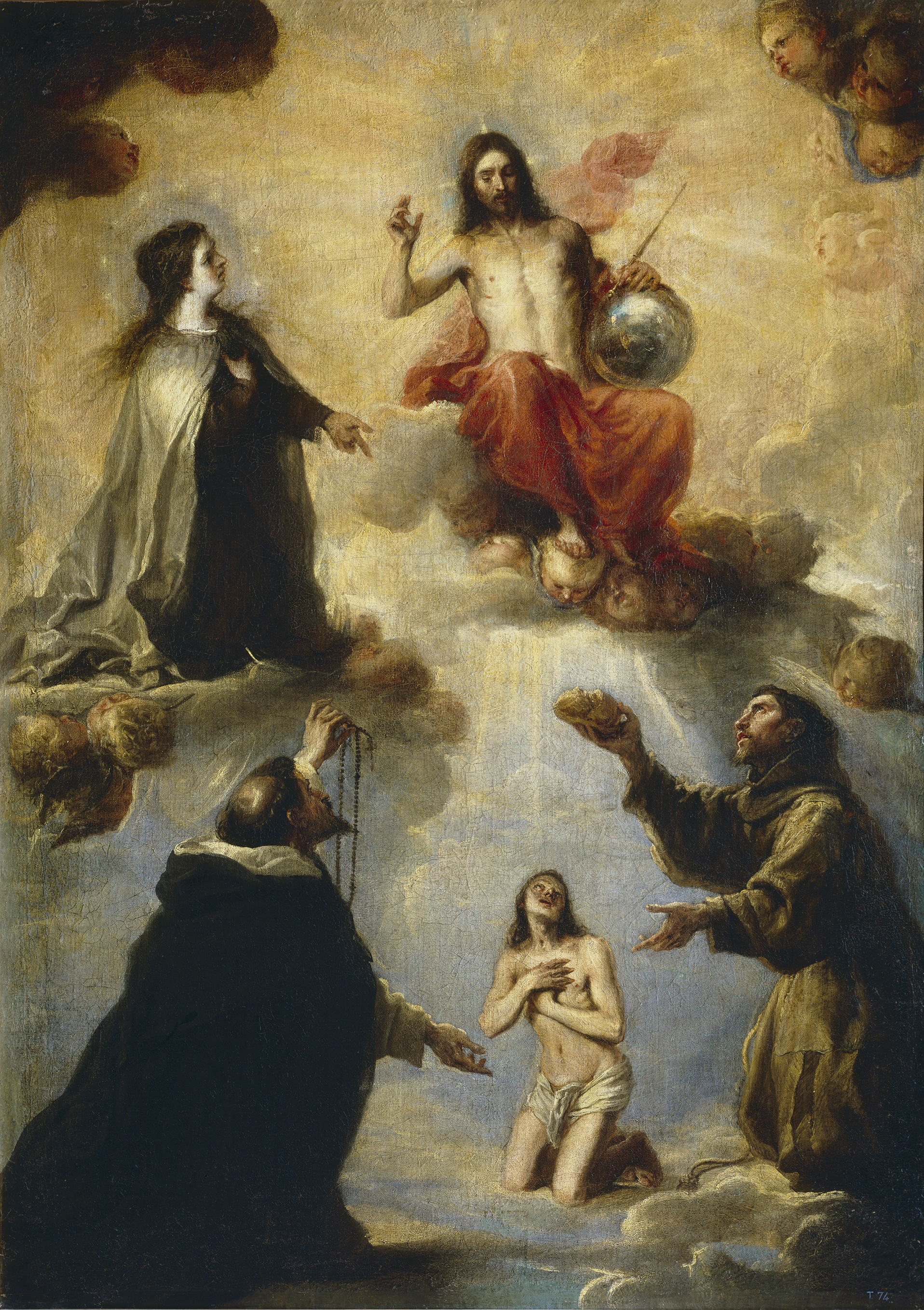
Il giudizio di un'anima di Mateo Cerezo, Museo del Prado, 1664.

Secondo la dottrina cattolica e alcuni denominazioni protestanti, il giudizio particolare è il momento, immediatamente successivo alla morte e alla separazione dell’anima dal corpo, che definisce la sua destinazione in Paradiso, all'Inferno o nel Purgatorio.
Questo "giudizio" non è visto come un'azione arbitraria di Dio , ma come una concessione all'anima perché prenda coscienza di ciò che è stata nella sua vita terrena. Secondo il Compendio del Catechismo della Chiesa Cattolica:
È il giudizio di retribuzione immediata, che ciascuno, fin dalla sua morte, riceve da Dio nella sua anima immortale, in rapporto alla sua fede e alle sue opere. Tale retribuzione consiste nell'accesso alla beatitudine del cielo, immediatamente o dopo un'adeguata purificazione, oppure alla dannazione eterna nell'inferno.»
(Compendio al CCC, n. 208)
Esso avviene mediante un’epifania di Cristo, Re dei Re e giudice supremo. L’anima è ammessa in Paradiso se è morta in stato di grazia (Compendio del Catechismo della Chiesa Cattolica, 12.II 1023—1024). Se ha qualche macchia di peccato, è destinata per un tempo finito alla purificazione nel Purgatorio, la cui meta finale è il Paradiso (Compendio del CCC, 12.III 1030); se è morta in uno stato di peccato mortale, vale a dire senza pentimento, è destinata all’Inferno, dove Dio è lontano (Compendio del CCC, 12.IV 1035—1037).
La Chiesa Cattolica crede anche nel dogma della Risurrezione della carne prima del Giudizio universale, per una risurrezione di salvezza o di condanna eterne sia dell’anima che del corpo, una volta riunito con essa. Il Regno di Dio, comprensivo dei santi angeli e di tutti i salvati, corrisponde ai nuovi cieli e alla nuova terra promessi da Gesù (Compendio del CCC, n. 216).